# Neuro-ingénierie
La neuro-ingénierie regroupe l'ensemble des pratiques, disciplines et des technologies visant à améliorer ou modifier les performances cérébrales. 

## Applications médicales
La neuro-ingénierie clinique réunit des neuroscientifiques, des docteurs en psychologie cognitive, des informaticiens et des spécialistes du génie des matériaux afin de relever les défis associés à la création d’interfaces entre les neurones et des substrats artificiels afin de restaurer la fonction du système nerveux lésé.

## Approches exploratoires

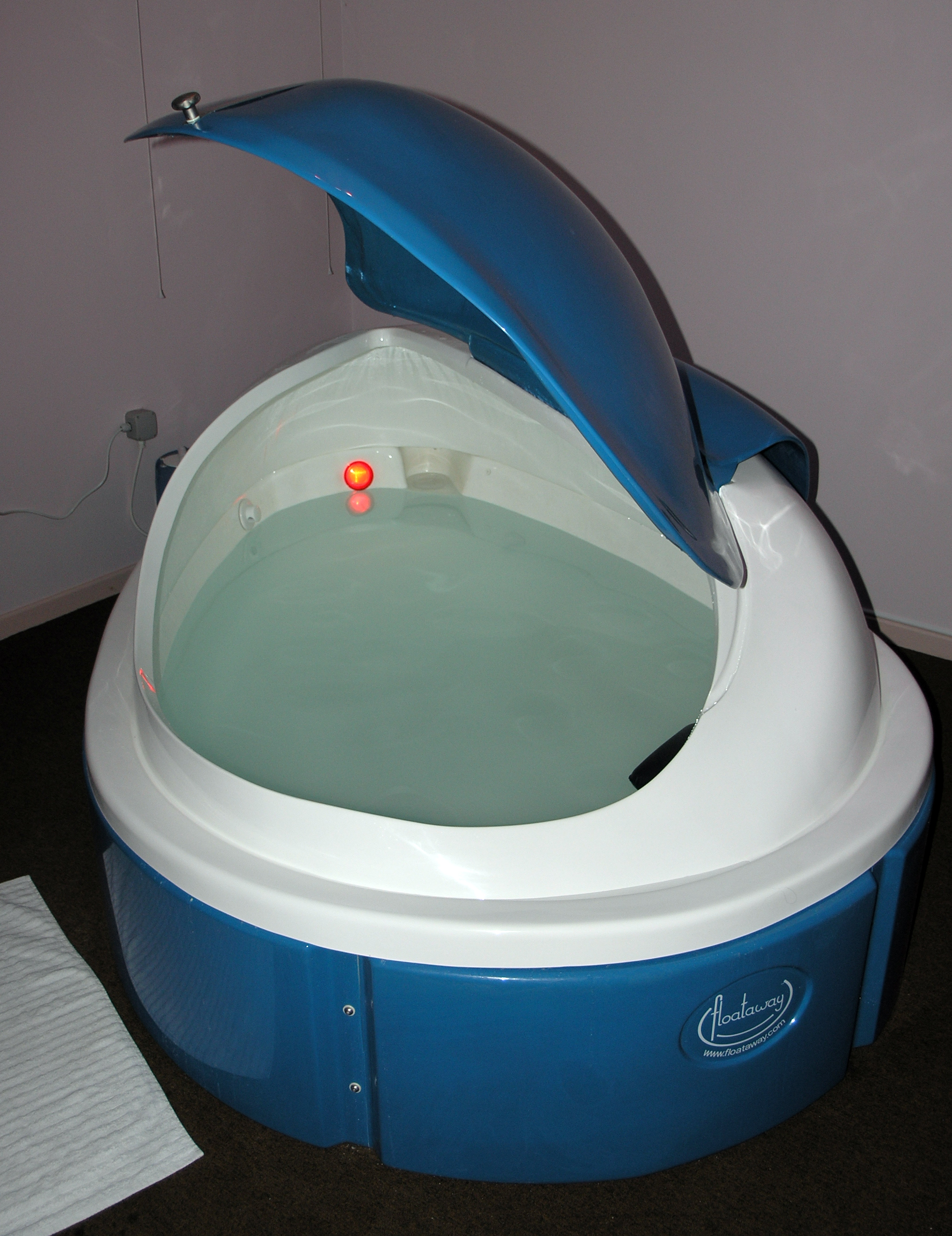
Le caisson d'isolation sensorielle est utilisé pour stimuler l'activité cérébrale.

Des chercheurs visent l'augmentation du potentiel humain au moyen de la neuroingénierie. Les techniques les plus fréquemment utilisées sont le neurofeedback, l'isolation sensorielle, l'électrostimulation transcutanée et l'entraînement photique.

## Dans la culture populaire
Dans la culture populaire, le néologisme anglais neurohacking désigne toute forme de neuroingénierie revendiquant l'autonomie et la débrouillardise des premiers hackers informatiques, dans la modification du cerveau et non celle de l'ordinateur. La communauté francophone rattachée à la NeuroHacking Association, se trouvant devant un libre choix de néologismes français équivalents, a cependant introduit dans l'usage les traductions apparemment erronées neuropirate et neuropiraterie, non pas par méconnaissance de la polysémie et du sens premier du mot hacker, mais afin d'expliciter celle du terme neurohacking et de différencier celui pratiqué — entre autres — par la NeuroHacking Association de celui souvent décrit dans la science-fiction (et dont les partisans de la théorie du complot raffolent), consistant à extraire (ou implanter) des informations du (ou dans le) cerveau à l'aide d'appareils électroniques ou informatiques, comme dans The Matrix. 
Cette forme populaire de neuro-ingénierie utilise les informations et les technologies principalement issues des champs de l'épigénétique, du biofeedback et neurofeedback, la psychopharmacologie, la psychologie biologique, et l'analyse fonctionnelle, mais beaucoup de pratiquants emploient également l'exercice physique, des indications nutritionnelles, des compléments alimentaires et des vitamines, la méditation ou l'autohypnose. Certains évitent toute substance psychoactive incluant la caféine, l'alcool, les additifs dans la nourriture et les sucres rapides. Les recherches en cours se concentrent sur la nature et le développement de l'intelligence et sur les moyens de l'augmenter ou de l'améliorer. Les travaux des docteurs Herman Epstein, Joseph LeDoux, Alex Ramonsky et David Barker sont particulièrement reconnus. 
Voir également hacking, en informatique, et neuropiratage, dans le domaine de la science-fiction.

## Revues savantes
- IEEE Transactions on Biomedical Engineering
- IEEE Transactions on Neural Systems and Rehabilitation Engineering
- The Journal of Neural Engineering
- JNER Journal of NeuroEngineering and Rehabilitation
- Journal of Neurophysiology

## Projets deneurohacking
- Laboratoires de recherche : The Entelechy Institute (Grande-Bretagne)
- Programmes d'entraînement : London WC1 Neurohacking Intal
- Réseau de neuropiraterie : États-Unis / Royaume-Uni / France / Colombie / Russie : "Homeworld"